# Halmbläcksvamp
Halmbläcksvamp (Coprinopsis macrocephala) är en svampart som först beskrevs av Miles Joseph Berkeley, och fick sitt nu gällande namn av Redhead, Vilgalys & Moncalvo 2001. Halmbläcksvamp ingår i släktet Coprinopsis och familjen Psathyrellaceae.  Arten är reproducerande i Sverige. Inga underarter finns listade i Catalogue of Life.